# Galia Ackerman
Galia Ackerman (en rus: Галя Аккерман; Moscou, 24 de juny de 1948) és una historiadora, escriptora, periodista i assagista francesa d'origen rus. Especialista dels estats de l'antiga Unió Soviètica i sobretot Rússia i Ucraïna, és autora de Tchernobyl: retour sur un désastre (París, Buchet-Chastel, 2006), com també de nombrosos assaigs i de la traducció d'una cinquantena de llibres, entre els quals obres de la periodista russa, Anna Politkóvskaia, que va ser assassinada el 2006. Ha estat condecorada amb la medalla del Govern d'Ucraïna per la seva tasca a esbrinar la veritat sobre Txernòbil.

## Publicacions
- Le Régiment immortel : la guerre sacrée de Poutine, París, Premier Parallèle, 2019, 285 p., 1 vol.; 22 cm (ISBN 979-1-09484-198-3, OCLC 1128869431). Reeditat el 2022.
- « Ukraine: une terra incognita en Europe », dirigit per Galia Ackerman, a La Règle du jeu, no 57, maig de 2015, 320 p.
- Femen (trad. Galia Ackerman), Paris, Calmann-Lévy, 2013, 268 p. (ISBN 978-2-7021-4458-9, OCLC 843384525)²
- (de) Der Zerfall der Sowjetunion (diversos autors), Nomos, Baden-Baden, 2013 (OCLC 775096967)
- Elena Bonner et André Glucksmann, Monaco, Édition du Rocher, 2011, 256 p. (ISBN 978-2-268-07194-7, OCLC 759036975)3
- Amnesty International, Droits humains en Russie : résister pour l'État de droit, París, Éditions Autrement, 2009, 142 p. (ISBN 978-2-7467-1371-0, OCLC 690347814)
- Galia Ackerman, París, Gallimard, 2007, 162 p. (ISBN 978-2-07-034092-7, OCLC 470730444)
- Stéphane Courtois (dir.), Galia Ackerman et al.,, Paris, Larousse, 2007, 639 p. (ISBN 978-2-03-583782-0, OCLC 470889489)
- Galia Ackerman (dir.), París, Éditions Autrement, 2006, 299 p. (ISBN 2-7467-0821-3, OCLC 805913494)
- Serguei Eisenstein. Dessins secrets (amb Jean-Claude Marcadé), Paris, Le Seuil, 1999 (OCLC 249070026)